# Melaloncha hyalinipennis
Melaloncha hyalinipennis är en tvåvingeart som beskrevs av Borgmeier 1933. Melaloncha hyalinipennis ingår i släktet Melaloncha och familjen puckelflugor. Inga underarter finns listade i Catalogue of Life.